# Albert Spahiu
Albert Spahiu (Pristina, Jugoszlávia, 1990. augusztus 3. –) svájci-koszovói labdarúgó, az FC Köniz csatára.